# Marino Basso
Marino Basso (Caldogno, 1 de junio de 1945) fue un ciclista italiano, profesional entre 1966 y 1978, cuyos mayores éxitos deportivos los logró en las tres Grandes Vueltas al obtener 15 victorias de etapa en el Giro de Italia, 6 victorias de etapa en el Tour de Francia y otras 6 victorias de etapa en la Vuelta a España. También logró proclamarse campeón mundial de ciclismo en ruta en 1972.

## Palmarés
| 1965 - Giro del Friuli Venezia Giulia 1966 - La Popolarissima - 1 etapa del Giro de Italia 1967 - 2 etapas del Tour de Francia 1968 - 1 etapa del Giro de Italia - Milán-Vignola - 1 etapa del Giro de Cerdeña 1969 - 4 etapas del Giro de Italia - 1 etapa del Tour de Francia - 1 etapa de la París-Niza - Tres Valles Varesinos - Giro del Piamonte - Giro di Campania - Trofeo Matteotti 1970 - 3 etapas del Tour de Francia - 2 etapas del Giro de Italia - 2 etapas de la París-Luxemburgo - 3.º en el Campeonato de Italia en Ruta 1971 - 3 etapas del Giro de Italia, más Clasificación por puntos - 1 etapa en la Tirreno-Adriático - Milán-Vignola | 1972 - Campeonato Mundial en Ruta - 1 etapa del Giro de Italia - Coppa Bernocchi - Giro de Cerdeña, más 2 etapas 1973 - 1 etapa del Giro de Italia - 2 etapas de la Tirreno-Adriático - Milán-Vignola - G. P. Kanton Aargau - Génova-Niza 1974 - 1 etapa del Giro de Italia - 3.º en el Campeonato de Italia en Ruta - GP Montelupo 1975 - 6 etapas de la Vuelta a España 1976 - 2 etapas de la Vuelta al País Vasco - 1 etapa de la Volta a Cataluña 1977 - 1 etapa del Giro de Italia - Coppa Placci - 1 etapa del Giro di Puglia 1978 - 1 etapa del Tour del Mediterráneo |

## Grandes Vueltas y Campeonatos del Mundo
Durante su carrera deportiva ha conseguido los siguientes puestos en las Grandes Vueltas y en los Campeonatos del Mundo en carretera:
| Carrera         | 1966 | 1967 | 1968 | 1969 | 1970 | 1971 | 1972 | 1973 | 1974 | 1975 | 1976 | 1977 | 1978 |
| --------------- | ---- | ---- | ---- | ---- | ---- | ---- | ---- | ---- | ---- | ---- | ---- | ---- | ---- |
| Giro de Italia  | 48.º | Ab.  | 54.º | 47.º | Ab.  | 42.º | Ab.  | 84.º | 85.º | Ab.  | 84.º | Ab.  | Ab.  |
| Tour de Francia | -    | 64.º | -    | Ab.  | 63.º | -    | 82.º | -    | -    | -    | -    | -    | -    |
| Vuelta a España | -    | -    | -    | -    | -    | -    | -    | -    | -    | Ab.  | -    | -    | -    |
| Mundial en Ruta | -    | 16º  | -    | 55.º | 17º  | 43.º | 1º   | 27º  | Ab.  | -    | -    | -    | -    |

-: no participa

Ab.: abandono